# Municipio de Maple Ridge (condado de Isanti)
El municipio de Maple Ridge (en inglés: Maple Ridge Township) es un municipio ubicado en el condado de Isanti en el estado estadounidense de Minnesota. En el año 2010 tenía una población de 761 habitantes y una densidad poblacional de 8,24 personas por km².

## Geografía
El municipio de Maple Ridge se encuentra ubicado en las coordenadas 45°41′37″N 93°18′52″O / 45.69361, -93.31444. Según la Oficina del Censo de los Estados Unidos, el municipio tiene una superficie total de 92.38 km², de la cual 90,57 km² corresponden a tierra firme y (1,97 %) 1,82 km² es agua.

## Demografía
Según el censo de 2010, había 761 personas residiendo en el municipio de Maple Ridge. La densidad de población era de 8,24 hab./km². De los 761 habitantes, el municipio de Maple Ridge estaba compuesto por el 96,71 % blancos, el 0,39 % eran afroamericanos, el 1,05 % eran amerindios, el 0,26 % eran asiáticos, el 0,13 % eran de otras razas y el 1,45 % eran de una mezcla de razas. Del total de la población el 1,31 % eran hispanos o latinos de cualquier raza.